# پائولو روبرتو فالکائو
پائولو روبرتو فالکائو (به پرتغالی: Paulo Roberto Falcão) هافبک اهل برزیل است که در شهر Abelardo Luz و در تاریخ ۱۶ اکتبر ۱۹۵۳ به دنیا آمده‌است.
پائولو روبرتو فالکائو در تیم‌های فوتبال باشگاه ورزشی اینترناسیونال ،آ. اس. رم،سائوپائولو سابقهٔ حضور دارد. این بازیکن همچنین در سال‌های ۱۹۷۶ – ۱۹۸۶ میلادی ۲۸ بار برای، تیم ملی فوتبال برزیل به میدان رفته‌است و طی این مدت ۶ گل به ثمر رسانده‌است.